# Jelentese.hu
A jelentese.hu egy internetes gyűjtőszótár, melyben közel 90 000 idegen szó jelentése található meg.

## Története
A jelentese.hu 2021-ben indult azzal a céllal, hogy teljesen ingyenes alternatívát kínáljon az online szótárak terén. A szótárakban található elemek legnagyobb hányadát az angol szavak magyar jelentése adja, de van gamer-, szleng- és idegen szavak szótára is. Ezen kívül forrásanyagot biztosított a jelentese.hu indulásához a Nyelvtudományi Kutatóközpont (korábban Nyelvtudományi Intézet), valamint a Nemzeti Élelmiszerlánc-biztonsági Hivatal is (NÉBIH).

## Felépítése
A jelentese.hu-ban több különböző szótár érhető el, ezek egy része szabad forrásokból táplálkozik, felajánlások, illetve külsős szerkesztések révén bővül, valamint a szerkesztőség is napi szinten frissíti az adatbázist.
- Angol-magyar szótár: Alapja a Horst Eyermann által 2000-ben elindított FreeDict projekt, melyben a közösség által szerkesztett és bővített szótárak találhatók.
- Idegen szavak szótára: Idegen szavak és kifejezések jelentése magyarul.
- E-számok, élelmiszer adalékanyagok jelentése: A NÉBIH által biztosított adatbázisban az e-számok, illetve adalékanyagok jelentése és leírása található.
- Magyar nevek jelentése: A Nyelvtudományi Kutatóközpont által biztosított adatbázisban 4000 keresztnév-utónév jelentése kereshető.
- Szlengszótár: A szűkebb csoportok, rétegek, szakmák által használt kifejezések gyűjtőhelye.
- Gamer szótár: Játékosok által használt kifejezések, szófordulatok, rövidítések jelentése és magyarázata.